# 福岡県道420号金田糸田田川線
福岡県道420号金田糸田田川線（ふくおかけんどう420ごう かなだいとだたがわせん）は、福岡県田川郡福智町から田川市に至る一般県道である。

## 概要
田川郡福智町金田から田川市桜町に至る。
田川郡福智町金田の敷島交差点から西に向かい、平成筑豊鉄道糸田線沿いに右手に中元寺川を見ながら走る。直線区間が多く、比較的走りやすく上下線とも交通量の多い路線である。途中、国道201号と交差し、終点は国道322号と交差する田川市の桜町交差点となる。

### 路線データ
- 起点：田川郡福智町金田（敷島交差点、福岡県道22号田川直方線市街地側・福岡県道456号金田夏吉伊田線別線交点）
- 終点：田川市桜町（桜町交差点、国道322号交点）

## 地理

### 通過する自治体
- 田川郡福智町
- 田川郡糸田町
- 田川市

### 交差する道路
| 交差する道路                                              | 市町村名 | 市町村名 | 交差する場所 | 交差する場所      |
| --------------------------------------------------------- | -------- | -------- | ------------ | ----------------- |
| 福岡県道22号田川直方線 福岡県道456号金田夏吉伊田線 / 別線 | 田川郡   | 福智町   | 金田         | 敷島交差点 / 起点 |
| 福岡県道405号香春糸田線                                   | 田川郡   | 糸田町   | 宮床         | 皆添橋交差点      |
| 福岡県道457号川宮伊田線                                   | 田川郡   | 糸田町   | 宮床         |                   |
| 国道201号                                                 | 田川市   | 田川市   | 大字川宮     | 川宮西大橋交差点  |
| 国道322号                                                 | 田川市   | 田川市   | 桜町         | 桜町交差点 / 終点 |

### 交差する鉄道
- 平成筑豊鉄道伊田線
- 平成筑豊鉄道糸田線

### 沿線
- 田川警察署 金田交番
- 碧厳寺
- 特別養護老人ホーム長寿園
- 糸田町立文化会館・町民体育館
- 平成筑豊鉄道糸田線
  - 豊前大熊駅 - 松山駅 - 糸田駅
- 田川自動車学校
- 糸田町立糸田小学校
- 糸田町役場
- 松尾製菓本社・チロルチョコアウトレットショップ
- 法光寺
- 田川市立後藤寺小学校